# Bob Sinclar
Bob Sinclar, ofta felstavat som Sinclair, är artistnamnet för den franske musikproducenten, diskjockeyn och ägaren av Yellow Productions Christophe LeFriant, född 10 maj 1969. Han fick år 2005 en dunderhit med låten Love Generation.

## Historia
Sinclar började som DJ 1986 då han var 18 år. Han gick under namnet Chris The French Kiss och specialiserade sig på funk och hiphop musik. Första hiten blev Gym & Tonic som han gjorde tillsammans med Thomas Bangalter från Daft Punk. Låten innehöll också sång som var olagligt tagen från en träningsvideo med Jane Fonda.
Sinclar har också jobbat under flera andra namn (Pseudonymer) som The Mighty Bop och Reminiscence Quartet. Han har också startat det franska projektet Africanism där kända DJ:s med ursprung från Afrika är med.
2005 gjorde han sin största hit med låten Love Generation som klättrade högt på listor runt om i världen, främst i Australien och i Tyskland. Uppföljaren på Love Generation blev World, Hold On som även den placerade sig högt på listorna i Europa.
Bob Sinclars nästa hit blev singeln Rock This Party som släpptes den 20 september i Sverige.

## Diskografi

### Singlar
som The Mighty Bop
- 1994 "Les Jazz Electroniques EP"
- 1995 "Messe Pour Les Temps"
- 1996 "Ult Violett Sounds EP"
- 1998 "Feelin' Good"
- 2002 "I Go Crazy"
- 2003 "Lady", med Duncan Roy

som Africanism
- 2000 "Bisou Sucré"
- 2000 "Do It", med Eddie Amador
- 2001 "Kazet"
- 2002 "Viel Ou La"
- 2004 "Amour Kéfé"
- 2004 "Kalimbo"
- 2004 "Steel Storm", med Ladysmith Black Mambazo
- 2005 "Summer Moon", med David Guetta
- 2006 "Hard", med The Hard Boys — släpps snart

som Bob Sinclar
- 1996 "A Space Funk Project"
- 1996 "A Space Funk Project II"
- 1997 "Eu Só Quero um Xodó", med Salomé de Bahia
- 1998 "Gym Tonic", med Thomas Bangalter
- 1998 "My Only Love", med Lee Genesis
- 1998 "Super Funky Brake's Vol. I"
- 1998 "The Ghetto"
- 1998 "Ultimate Funk
- 2000 "I Feel For You", med Cerrone's Angels
- 2000 "Darlin'", med James "D-Train" Williams
- 2000 "Greetings From Champs Elysées EP"
- 2001 "Freedom" , med Gene Van Buren
- 2001 "Ich Rocke"
- 2001 "Save Our Soul"
- 2002 "The Beat Goes On", med Linda Lee Hopkins
- 2003 "Kiss My Eyes", med Camille Lefort
- 2003 "Prego", med Eddie Amador
- 2003 "Slave Nation"
- 2004 "Sexy Dancer", med Cerrone's Angels
- 2004 "Wonderful World", med Ron Carroll
- 2004 "You Could Be My Lover", med Linda Lee Hopkins
- 2005 "Love Generation", med Gary Pine
- 2006 "Generación Del Amor" (Spansk version)
- 2006 "World, Hold On (Children of the Sky)", med Steve Edwards
- 2006 "Rock This Party (Everybody Dance Now)", med Cutee B Feat. Dollarman & Big Ali
- 2007 "Sound Of Freedom" med Gary Pine & Dollarman
- 2007 "What I Want" med Fireball
- 2007 "Together" med Steve Edwards
- 2008 "W.W.W. (What A Wonderful World)" med Axwell, The Chicago Superstars & Ron Carroll
- 2008 "New New New" med Cutee B, Dollarman & Big Ali
- 2009 "LaLa Song" med Wonder Mike & Master Gee från Sugarhill Gang
- 2010 "I Wanna" - Bob Sinclar & Sahara feat Shaggy

### Album
som Bob Sinclar
- 1998 Paradise
- 2000 Champs Elysées
- 2003 III
- 2004 Enjoy
- 2006 Western Dream
- 2007 Soundz of Freedom
- 2007 Bob Sinclar: Live At The Playboy Mansion
- 2008 DJ Bob Sinclar 08
- 2009 Born in 69
- 2010 Made In Jamaica

Andra alias
- 1994 A Finest Fusion Of Black Tempo, som Yellow Productions
- 1994 Ritmo Brasileiro, som Reminiscence Quartet
- 1995 Psycodelico (1995), som Reminiscence Quartet
- 1995 La Vague Sensorielle, som The Mighty Bop
- 1995 The Mighty Bop Meets DJ Cam & La Funk Mob, som The Mighty Bop, med DJ Cam och La Funk Mob
- 1996 Autres Voix, Autres Blues, som The Mighty Bop
- 1999 More Psycodelico, som Reminiscence Quartet
- 2000 Spin My Hits, som The Mighty Bop
- 2001 Africanism Allstars Vol. I, som Africanism
- 2002 The Mighty Bop, som The Mighty Bop
- 2004 Africanism Allstars Vol. II, som Africanism
- 2005 Africanism Allstars Vol. III, som Africanism
- 2006 Africanism Allstars Vol. IV, som Africanism — släpps till hösten